# Panzer Dragoon Saga
Panzer Dragoon Saga (ＡＺＥＬ -パンツァードラグーンＲＰＧ-?, Azel: Panzer Dragoon RPG) è un videogioco di ruolo sviluppato da Team Andromeda e pubblicato nel 1998 da SEGA per Sega Saturn.
Appartenente alla serie sparatutto Panzer Dragoon, il videogioco è considerato la risposta della SEGA a Final Fantasy VII.